# Чјерни Поток
Чјерни Поток (слч. Čierny Potok) насељено је мјесто са административним статусом сеоске општине (слч. obec) у округу Римавска Собота, у Банскобистричком крају, Словачка Република.

## Становништво
| Година:    | 1994. | 2004.   | 2014.   | 2024.    |
| ---------- | ----- | ------- | ------- | -------- |
| Број људи: | 166   | 156     | 153     | 119      |
| Разлика:   |       | -6,02 % | -1,92 % | -22,22 % |

| Година:    | 2023. | 2024.   |
| ---------- | ----- | ------- |
| Број људи: | 126   | 119     |
| Разлика:   |       | -5,55 % |

Према подацима о броју становника из 2011. године насеље је имало 156 становника.